# Kärrsjön (Krogsereds socken, Halland)
Kärrsjön är en sjö i Falkenbergs kommun och Hylte kommun i Halland och ingår i Ätrans huvudavrinningsområde. Sjön är 2,9 meter djup, har en yta på 0,124 kvadratkilometer och är belägen 136,1 meter över havet.

## Delavrinningsområde
Kärrsjön ingår i det delavrinningsområde (633205-132850) som SMHI kallar för Mynnar i Ätran. Medelhöjden är 138 meter över havet och ytan är 44,3 kvadratkilometer. Räknas de 2 avrinningsområdena uppströms in blir den ackumulerade arean 70,45 kvadratkilometer. Stampån som avvattnar avrinningsområdet har biflödesordning 2, vilket innebär att vattnet flödar genom totalt 2 vattendrag innan det når havet efter 44 kilometer. Avrinningsområdet består mestadels av skog (66 procent) och sankmarker (15 procent). Avrinningsområdet har 1,73 kvadratkilometer vattenytor vilket ger det en sjöprocent på 3,9 procent. Bebyggelsen i området täcker en yta av 0,23 kvadratkilometer eller 1 procent av avrinningsområdet.